# Saima Fulton
Saima Jeanna Charlotta Fulton (född 5 feb 1897, död 12 juli 1973) var en svensk översättare. 
Fulton översatte nästan uteslutande från nederländska, runt 50 böcker mellan 1933 och 1965 - fyra av dem tillsammans med en Nils Fulton (död 1937). Flertalet av de författare hon översatte - såsom Madelon Lulofs och Hans Martin - har förvisats till bibliotekens magasin.

## Översättningar (urval)
- Madelon Lulofs: Kuli (Koelie) (Norstedt, 1933)
- Jo van Ammers-Küller: Tantalus (Tantalus) (översatt tillsammans med Nils Fulton) (Norstedt, 1935)
- Ben van Eysselsteijn: Romans i F-dur: detektivroman (Romance in F-dur) (Norstedt, 1939)
- Ina Boudier-Bakker: Hjärtats armod (Armoede) (Norstedt, 1939)
- Johan Fabricius: Slottet i Kärnten (Kasteel in Karinthi) (Norstedt, 1940)
- Leonhard Huizinga: Adriaan och Olivier: en sann berättelse om ett utfattigt men bildat tvillingpar av tämligen god familj (Adriaan en Olivier) (Ljus, 1947)
- Betty MacDonald: Tant Mittiprick trollar (Mrs Piggle-Wiggles magic) (Ljus, 1950)
- Hans Martin: Bränningar (Branding) (Wahlström & Widstrand, 1951)
- Willy Corsari: Vicki vinner (Wiek vint) (Rabén & Sjögren, 1951)
- Jan de Hartog: Den lilla arken (De kleine ark) (Forum, 1954)
- Anthony van Kampen: Det otillgängliga hjärtat (Jungle Pimpernel) (Forum, 1956)
- Wolf Mankowitz: En killing för en styver (A kid for two farthings) (Forum, 1956)
- Hella S. Haasse: Purpurstaden (De scharlaken Stad) (Norstedt, 1957)
- An Rutgers van der Loeff: Lavinen kommer (Lawines razen) (Rabén & Sjögren, 1957). Ny uppl. Richter, 1990, med titeln SOS lavinfara!